# Комарувка-Подляска (гмина)
Комарувка-Подляска (пол. Komarówka Podlaska)—сельская гмина (волость) в Польше, входит как административная единица в Радзыньский повет, Люблинское воеводство. Население — 4763 человека (на 2004 год).

## Сельские округа
1. Бжезины
2. Бжозовы-Конт
3. Деревична
4. Колемброды
5. Комарувка-Подляска
6. Пшегалины-Дуже
7. Пшегалины-Мале
8. Валинна
9. Виски
10. Воронец
11. Вулька-Комаровска
12. Желизна
13. Жулинки

## Соседние гмины
1. Гмина Дрелюв
2. Гмина Ломазы
3. Гмина Милянув
4. Гмина Россош
5. Гмина Вишнице
6. Гмина Вохынь